# Jösse Car

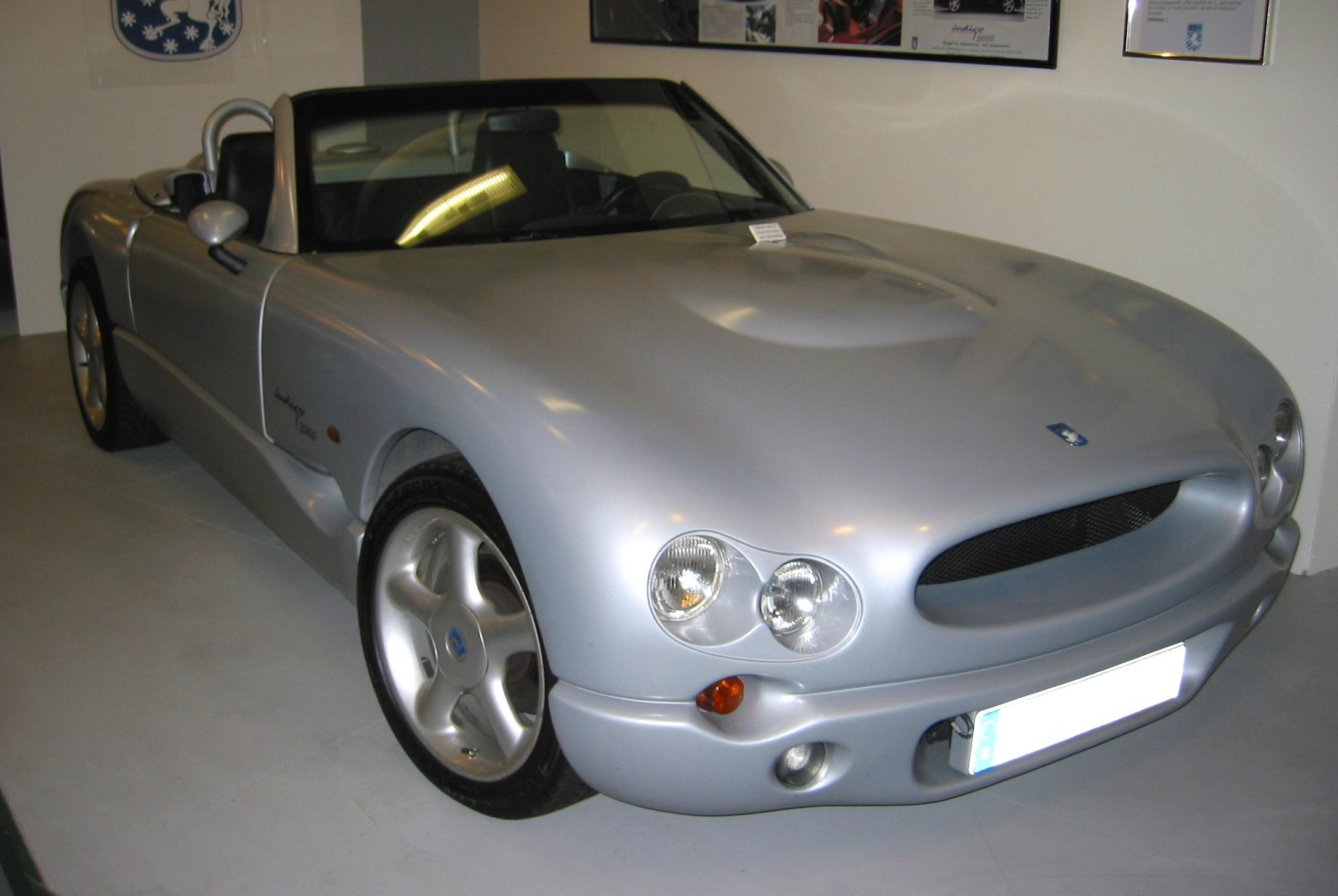
Jösse Car Indigo uit 1998

Jösse Car was een Zweeds automerk uit Arvika, opgericht in 1994.
Meest bekend van hun Indigo 3000, bouwde het bedrijf sportwagens. De Indigo werd aangedreven door een Volvo zescilinder motor uit de 960 met drie liter inhoud. Men gebruikte ook meerdere componenten van Volvo, waaronder de achterophanging, versnellingsbak en stuurkolom. De carrosserie was gemaakt uit Composiet. Productie begon in 1996, het ging failliet in 1999.